# Martina Hofmanová (Mathematikerin)
Martina Hofmanová ist eine tschechische Mathematikerin, die auf dem Gebiet der stochastischen partiellen Differentialgleichungen arbeitet.

## Leben
Hofmanová studierte zunächst Mathematik an der Karls-Universität in Prag mit Bachelorabschluss 2008 und Masterabschluss 2010 (Masterarbeit: Slabá řešení stochastických diferenciálních rovnic, Betreuer: Jan Seidler). Anschließend wurde sie 2013 im Rahmen eines dualen Promotionsprogramms an der École normale supérieure de Cachan bei Arnaud Debussche und an der Karls-Universität bei Jan Seidler promoviert.
Von 2013 bis 2014 war Hofmanová als Postdoc am Max-Planck-Institut für Mathematik in den Naturwissenschaften in Leipzig in der Arbeitsgruppe von Felix Otto tätig, anschließend als Postdoc (2014–2016) und Juniorprofessorin an der TU Berlin. Seit 2017 ist Hofmanová Professorin an der Universität Bielefeld.
Hofmanová forscht auf dem Gebiet der stochastischen partiellen Differentialgleichungen. Insbesondere beschäftigt sie sich mit Fluidströmungen und deren probabilistischer Modellierung.

## Auszeichnungen
- ERC Starting Grant (Mathematical analysis of fluid flows the challenge of randomness, 2021–2025)
- Minkowski-Medaille (2022)

## Veröffentlichungen (Auswahl)
- Degenerate parabolic stochastic partial differential equations. Stochastic Processes Appl. 123, No. 12, 4294–4336 (2013).
- mit Arnaud Debussche, Julien Vovelle: Degenerate parabolic stochastic partial differential equations: quasilinear case. Ann. Probab. 44, No. 3, 1916–1955 (2016).
- mit Dominic Breit und Eduard Feireisl: Stochastically forced compressible fluid flows. De Gruyter Series in Applied and Numerical Mathematics 3. Berlin: De Gruyter (2018).